# Franz Roßkopf
Franz Roßkopf (* 1824; † 17. August 1916) war Gastwirt, Sparkassendirektor und Bürgermeister in Kirchberg am Wagram.

## Leben
Roßkopf war zunächst Beamter der örtlichen Sparkasse und übernahm danach deren Leitung, welche er beinahe 40 Jahre innehatte.
Roßkopf war verheiratet und hatte fünf Kinder.

## Politik
Zwischen 1870 und 1900 bekleidete er das Amt des Bürgermeisters. In seinen Amtsperioden wurde der Ort umfangreich umgestaltet und erneuert. Es wurden mehrere gemauerte Brücken errichtet, zahlreiche Straßen und Wege ausgebaut sowie das alte Schulgebäude am Kirchenplatz samt Lehrerwohnung errichtet.

## Auszeichnungen
Er war Ehrenbürger von Kirchberg am Wagram und von Bierbaum am Kleebühel sowie seit 1890 Träger des Goldenen Verdienstkreuzes, einer von Kaiser persönlich verliehenen Auszeichnung.